# 次世代型航空機部品供給ネットワーク
一般社団法人 次世代型航空機部品供給ネットワーク（じせだいがたこうくうきぶひんきょうきゅうネットワーク、On the Wings of Osaka）は、大阪府豊中市にある一般財団法人。2004年5月設立。

## 概要
次世代型航空機の部品供給の実現を目的としている。当初は5社で新連携を組み、任意団体としてスタートした。2014年9月現在、正会員・賛助会員合せて約60社のグループに成長している。平成25年1月4日に一般社団法人を設立した。他の航空機産業参入クラスター約30グループは殆んど地方自治体のコントロールにおかれているが、日本では地方自治体にコントロールされていない唯一の一般社団法人として活動している。JIS Q 9100やNadcap、航空機産業基礎講座や航空機関連見学会等を定期的に開催している。
　会員企業から独自のグループも形成されている。また、約半数の企業が航空機産業に参入を果たしている。サポートインダストリーに採択された企業も多く、2014年度は5グループが採択された。内1社は3回目の採択であり、前例がない。

## 活動
- 2004年
  - 10月 第1回次世代型航空機部品供給フォーラム（三鷹産業プラザ）
  - 11月 ネットワーク構築会議（〜2005年3月）。国際宇宙展（JAPAN AEROSPACE2004）へブース出展（パシフィコ横浜）。
- 2005年
  - 2月 第2回次世代型航空機部品供給フォーラム（ホテル日航大阪）
  - 4月 JAL整備本部へのヒアリング（羽田空港）
  - 5月 平成17年度次世代型航空機部品供給ネットワーク総会
  - 7月 CORE-TECH 2005 JAPANに出展（インテックス大阪）
- 2006年
  - 2月 第3回次世代型航空機部品供給ネットワークフォーラム（グランキューブ大阪）
  - 4月 総会
  - 5月 アメリカツアー（ボーイング、エバレット工場）
  - 9月 JAL成田整備工場見学会
  - 11月 CORE-TECH 2006 JAPANに共同出展
  - 12月 第4回次世代型航空機部品供給ネットワークフォーラム（ハイアットリージェンシー大阪・ものづくりサミット・ボーイング社招聘）
- 2007年
  - 6月 米国ボルチモア　航空機関連展示会（ASM AeroMat 2007）へ出展
  - 7月 JAL成田整備工場見学会
  - 8月 川上川下ネットワーク構築事業の実施（〜2008年1月）。4研究会（一貫生産・複合材・生産支援機材・アフターマーケット）。川下企業見学会（新日本工機、川崎重工業ほか）。
- 2008年
  - 2月 新会社　オー・ワイ・コープ（OWO-YURA-CORPORATION）設立
  - 10月 JA2008（パシフィコ横浜）及び航空宇宙産業展出展
  - 11月 JAL整備工場見学会
  - 12月 次世代型航空機部品供給ネットワークフォーラム開催
- 2009年
  - 2月 カナダ・アメリカ視察（ボンバルディア、ボーイング）
  - 8月 川上川下ネットワーク構築事業の実施（〜2010年2月）。3研究会（航空機産業・生産技術・複合材）。近畿経済産業局事業「関西国際航空機市場等参入支援事業」と連携し、「合同提案会」を共同開催
- 2010年
  - 4月 インターモールド2010　部品加工技術フェアに出展（インテックス大阪）
  - 6月 FAA DER　Moto Ashizawaを招聘し講演会開催（OYC主催）香港HEACO社・アモイTAECO社視察
  - 7月 川上川下ネットワーク構築事業の実施（～2011年2月）。6研究会（航空機産業・生産技術・複合材・生産整備用機材開発G・アフターマーケット）。近畿経済産業局事業「関西国際航空機市場等参入支援事業」と連携し「合同提案会」を共同開催。
  - 11月 第2回航空宇宙産業技術展に出展（ぽーとめっせ名古屋）
- 2011年
  - 6月 第1回定例会　かがみがはら航空宇宙博物館見学会
  - 8月〜9月　会員各社ヒアリング実施
  - 11月 関西国際航空機市場参入等支援事業海外展開支援セミナー
  - 12月 第2回定例会　航空機産業研究会J-AIR社見学
- 2012年
  - 1月 第3回定例会　2011年度臨時総会　フォーラム
  - 2月 野田金型（有）社長の堀口がものづくり日本大賞「優秀賞」受賞
  - 3月 第4回定例会　福岡県航空機産業振興会議意見交換会・見学会
  - 4月 2012年度総会・フォーラム　新会長に㈱ダイイチテクノス森が就任
  - 6月 FAA DER Ashizawa特別講演会
  - 7月 JAL工場見学会を開催。牧野フライス製作所特別講演会を開催。
  - 8月 航空機産業研究会特別講演会を開催。
  - 10月 ポートメッセ名古屋で行われたJA2012にOWOの会員6社が近畿経産局のJAIF-KANSAIブースに出展。OWO臨時総会を開催。
- 2013年
  - 1月　一般社団法人　次世代型航空機部品ネットワークとして登記完了
  - 4月　平成24年度総会を開催
  - 6月　JIS Q 9100セミナー1回目開催

```
      
FAA DER
Moto Ashizawa氏講演会開催
```

- - 7月　平成25年度大阪府地域創造ファンドに採択される
  - 8月　航空機産業基礎セミナー第1回開催
  - 9月　航空機産業基礎セミナー第2回開催
- 10月　JIS Q 9100セミナー2回目開催

```
      
NADCAP
セミナー開催
```

- 11月　航空機産業研究会第1回開催
- 12月　航空機産業研究会第2回開催
- 2014年
- 2月11日  新日本工機㈱信太山工場見学会を開催しました。  元大阪大学教授の藤原先生による難削材の切削方法についての講義も行われました。
- 1月21日  航空機産業研究会基礎講座１回目～３回目終了しました。  第１回目は11月12日（火）１８時～「飛行機はこうして作られるー機体部品（Ｂ777を例に）」です。  第２回１２月 ３日（火）１８時～　：飛行機はこうして作られるー機体装備品（油圧、降着部品）、エアライン調達具品  第３回平成２６年　１月２１日（火）１８時～　：飛行機はこうして作られるー複合材部品（B787を例に）
- ５月１３日（火）に総会とフォーラムを開催しました  新会長にエムキューブの高橋氏が選出されました。  新しい会員種別として「個人正会員」及び「団体正会員」を新設しました。役員会の承認が必要ですが年会費は10800円です。
- ９月１８日（木）に航空機産業研究会基礎講座を開講します  平成２６年度　「おおさか地域創造ファンド」　採択事業　　　　　　　　　　　　　　　　  ＯＷＯ航空機産業研究会基礎講座   第４回 ９月１8日（木）１６時～  注：セミナー内容が若干変更になりました。
- 9月12日  豊能地域の正会員募集キャンペーン！  ＯＷＯは「おおさか地域創造ファンド」に採択され、豊能地域を中心に活動しています。豊能地域のものづくり企業様が入会されると、無料で１回シーズ調査を行わせて頂きます。シーズ調査は予算の関係で、先着５社限定です。また、セミナーも豊能地域の方は無料で参加出来ます。
- 1１月６日（木）ＦＡＡ　ＤＥＲ Ashizawa氏の特別講演開催  ＦＡＡ　ＤＥＲ　Ashizawa氏の講演が決まりました。お忙しいスケジュールの中でＯＷＯの為に３時間なんとか回して頂きました。Ashizawa氏はＦＡＡの型式認定（ＴＣ）を個人で出せる方です。また、日本語でＦＡＲの解説が出来る世界でただ一人のＤＥＲです。
- １２月５日（金）ＯＫＫ新工場見学会＆特別セミナー  大阪機工株式会社様新工場見学会＆特別セミナーを開催しました
- 2015年
- おおさか地域創造ファンド３年目に入ります。平成２７年度　「おおさか地域創造ファンド」　採択事業更新が内定しました。２７年度からは大阪府下の企業が対象として、新入会企業の「シーズ調査」を先着10社まで１回無料で行いました。
- ４月２０日（月）ＯＷＯ総会＆フォーラムを行いました  【開催日時】平成２７年４月２０日（月）１５:００～１７:００  １４時～１５時　２６年度総会　場所：なんば市民学習センター講堂　正会員限定（決定）  １５時～１７時　ＯＷＯフォーラム　賛助会員・一般参加ＯＫ　場所：同上  講師：榊達朗　川崎重工（株）航空宇宙カンパニー　社友（元取締役、岐阜工場長）　  講演演題「日本の民間航空機産業のこれから　―課題と対応―」
- 8月12日おおさか地域創造ファンド３年目に入ります　  OWO航空機産業参入セミナー第１回  第１部      「何故品質保証に９１００が必要か？」　  第２部「なぜ品質保証が必要か（設計から見た部品の品質）  　　８月２６日（水）１４時～難波市民学習センター  ２７年度からは大阪府下の企業が対象として、新入会企業の「シーズ調査」を１回無料で行います。但、先着１０社限定です
- 8月31日OWO航空機産業参入セミナー第２回  第１部      「航空機における軽量化構造」　  新明和工業㈱　航空機事業部元理事技術本部長  第２部「なぜ軽量化が必要か（具体例）」  　　９月１６日（水）１４時～市立総合学習センター
- 9月30日OWO航空機産業参入セミナー第３回  第１部：新しい機械加工　材料と加工法の変化１　  ASK(ｴｱﾛ･ｻﾌﾟﾗｲﾁｪｰﾝ･ｺｰﾃﾞｨﾈｰﾃｨﾝｸﾞ）  代表　川合勝義  第２部：機体・エンジン・装備品の構成部品について「現在作られている航空機部品（機体・エンジン・装備品）にどんなものがあるか」  ＯＷＯ顧問　榊達朗  　　１０月１９日（月）１４時～難波市民学習センター
- 10月13日OWO航空機産業参入セミナー第４回  第１部　新しい機械加工　材料と加工法の変化２（ヤマザキマザック様）最新ＮＣ機械とその加工例  【期待する内容】最新ＮＣ機械と加工例の紹介(ここまで進化していることを示す)マシニングセンター・複合機・３Ｄ　Ｐｒｉｎｔｉｎｇ・ＦＳＷ・ＦＭＣ・加工時間の短縮・ＮＣプログラミング（ＣＡＤ／ＣＡＭ）・導入時の税制優遇例  第２部　ワークショップ　ＯＷＯ顧問　榊達朗  　　１１月１７日（火）１４時～総合学習センター
- 2016年
- 1月18日OWO航空機産業参入セミナー第５回  第１部　見積もりと工数低減  ASK(ｴｱﾛ･ｻﾌﾟﾗｲﾁｪｰﾝ･ｺｰﾃﾞｨﾈｰﾃｨﾝｸﾞ） 代表 川合勝義  第２部　最終回のとしてのまとめ ＯＷＯ顧問 榊達朗  　　１月１８日（月）１４時～難波市民学習センター
- ４月１２日（火）ＯＷＯ総会＆フォーラムを行いました  【開催日時】平成２７年４月１２日（火）１５:００～１７:００  １５時～１６時　２７年度総会　場所：なんば市民学習センター第3研修室　正会員限定（決定）  １６時～１７時　ＯＷＯフォーラム　賛助会員・一般参加ＯＫ　場所：同上  講師：榊達朗　川崎重工（株）航空宇宙カンパニー　社友（元取締役、岐阜工場長）　  講演演題「日本の民間航空機産業のこれから　―課題と対応―」ニューバージョン
- ６月１５日（水）新日本工機㈱信太山工場見学会を行いました。  集合写真を「アルバム＝Face Book」にＵＰしてあります。
- ７月７日（木）ＯＷＯセミナーを開催しました。  第１部　自社技術の再認識と体制作り　（市場動向と参入に必要な資質と体制つくり）  第２部　ワークショップ
- ９月８日（木）第２回ＯＷＯセミナーを開催しました。  第１部　「国内川下企業へのアプローチ」　（川下企業のニーズへの対応）  第２部　ワークショップ
- １１月１１日（金）第３回ＯＷＯセミナーを開催しました。  第１部　「海外市場への挑戦」　（海外市場動向について）  第２部　「海外ビジネスのヒントと実務」